# Raión de Kalinin (Donetsk)
Raión de Kalinin (en ucraniano: Калінінський район) es un raión o distrito urbano de Ucrania, en la ciudad de Donetsk. 
Comprende una superficie de 19 km².

## Demografía
Según estimación 2010 contaba con una población total de 107098 habitantes.